# Aleksej Alipov
Alexey Alipov (Moskou, 7 augustus 1975) is een Russisch schutter. 

## Biografie
Alipov komt uit in het onderdeel olympische trap. Op de Olympische Zomerspelen 2000 miste hij op één punt na de finale. Hij werd negende. Vier jaar later werd hij olympisch kampioen, voor Giovanni Pellielo. In 2008 stond hij opnieuw eerste na de kwalificaties, maar moest hij de olympische titel aan de Tsjech David Kostelecký laten. In 2012 werd hij twaalfde.

## Palmares
- Olympische Zomerspelen 2000: 
  - 9de trap
  - 14de dubbeltrap
- Olympische Zomerspelen 2004: 
  -  trap
- Olympische Zomerspelen 2008: 
  -  trap
- Olympische Zomerspelen 2008: 
  - 13de trap
- Olympische Zomerspelen 2020: 
  - 8ste trap
  - 11de trap gemengd team